# The Good for Nothing
The Good for Nothing er en amerikansk stumfilm fra 1917 af Carlyle Blackwell.

## Medvirkende
- Carlyle Blackwell som Jack Burkshaw.
- Evelyn Greeley som Marion Alston.
- Kate Lester som Mrs. Burkshaw.
- Charles Duncan som Eugene Alston.
- William Sherwood som Jerry Alston.